# Certificate Trust Store
Ein Certificate Trust Store verwaltet eine Liste von bekannten digitalen Zertifikaten, insbesondere der von einer Policy Certification Authority (PCA) oder Certification Authority (CA) ausgestellten Root-Zertifikaten oder Self-Signed-Zertifikaten. Ein Certificate Trust Store unterscheidet sich von einem Certificate Store dadurch, dass nur der öffentliche Teil eines Public-Key-Zertifikats hinterlegt wird.
Ein Certificate Trust Store kann zudem eine kryptographisch gesicherte Vertrauensbasis mit einem anderen Certificate Trust Store besitzen. Ein Certificate Trust Store ist typischerweise ein fester Bestandteil des Betriebssystems oder einer Cloud-Umgebung.
Der Certificate Trust Store wird benötigt, um die Gültigkeit von digitalen Unterschriften von Dateien, Verschlüsselten Verbindungen (TLS, DNSSEC, IPsec, VPN, RAS, RDP etc.), Diensten und Anwendungen, sowie der Infrastruktur (über ein Attestation Service) prüfen zu können.
Der Certificate Trust Store kann auch eine Zertifikatsperrliste verwalten, um falsch ausgestellte oder gestohlene Zertifikate zu sperren.

## Auflistung Trust Stores
Quelle: CA/Browser Forum
| Root Store Besitzer | Informationen                                                                       |
| ------------------- | ----------------------------------------------------------------------------------- |
| Adobe               | http://www.adobe.com/security/approved-trust-list.htm                               |
| Mozilla             | https://wiki.mozilla.org/CA:Overview                                                |
| Microsoft           | http://aka.ms/RootCert                                                              |
| Google              | https://g.co/chrome/root-policy                                                     |
| Apple               | http://www.apple.com/certificateauthority/ca_program.html                           |
| Oracle              | http://www.oracle.com/technetwork/java/javase/javasecarootcertsprogram-1876540.html |